# Euthymenes (Olympionike)
Euthymenes (altgriechisch Εὐθυμένης) war ein Olympionike der Olympischen Spiele der Antike aus Mainalos.
Nach Pausanias war Euthymenes Sieger im Ringen der Jungen, anlässlich dieses Sieges wurde ihm eine von Alypos geschaffene Siegerstatue im Zeusheiligtum in Olympia errichtet. Sieger im Ringen der Jungen wurde er bei den 95. Spielen 400 v. Chr., bei den 97. Spielen 392 v. Chr. nahm er erfolgreich als Ringer bei den Erwachsenen teil.